# Благоевград
Благо̀евград (до 1950 г. Го̀рна Джумая̀) е град в България. Той е културен и образователен център на Югозападна България и административен център на едноименните област и община. Към 15 декември 2021 година градът е с 65 974 жители. По данни на ГРАО към 15 юни 2024 г. в града живеят 72 764 души по настоящ адрес и 81 988 души по постоянен адрес.

## География
Благоевград е разположен в долината на Струма и през него тече по-малката река Бистрица. Намира се на 360 m надморска височина в Благоевградската котловина между планините Рила и Влахина и е в непосредствена близост до Пирин планина. Благоевград се намира на 102 km от столицата София, на 260 km от Пловдив, на 545 km от Варна и на 495 km от Бургас.
Благоевград се характеризира с предимно планински и котловинен релеф, като подземните води се подхранват от Бистрица. Благоевград е сред градовете с най-много слънчеви дни в годината. Климатът е умерен, преходно-континентален, с известно средиземноморско влияние, което се дължи на топлите въздушни маси, които проникват от юг по долината на река Струма. Градът е защитен от студените северни ветрове поради естествената преграда на високите рилски масиви и възвишенията при село Бело поле. Планинският бриз, спускащ се от Рила по поречието на Бистрица, охлажда въздуха през летните горещини. Ветровитостта е умерена – 1,6 m/s. Благодарение на множеството планински гори около града и липсата на промишлени замърсители, въздухът в Благоевград е чист. Зимата е мека, кратка и почти безснежна, средната температура през януари е 0,6 °C. Лятото е дълго и сухо, отличава се с малкото количество валежи. Средната юлска температура е 23,4 °C, а максималната измерена температура в Благоевград е 41,6 °C. Средната годишна температура е приблизително 12,6 °C.
- Къщи в квартал Вароша
- Панорама на града
- Панорама на града

| Климатични данни за Благоевград (1931 – 1970 г.) | Климатични данни за Благоевград (1931 – 1970 г.) | Климатични данни за Благоевград (1931 – 1970 г.) | Климатични данни за Благоевград (1931 – 1970 г.) | Климатични данни за Благоевград (1931 – 1970 г.) | Климатични данни за Благоевград (1931 – 1970 г.) | Климатични данни за Благоевград (1931 – 1970 г.) | Климатични данни за Благоевград (1931 – 1970 г.) | Климатични данни за Благоевград (1931 – 1970 г.) | Климатични данни за Благоевград (1931 – 1970 г.) | Климатични данни за Благоевград (1931 – 1970 г.) | Климатични данни за Благоевград (1931 – 1970 г.) | Климатични данни за Благоевград (1931 – 1970 г.) | Климатични данни за Благоевград (1931 – 1970 г.) |
| Месеци                                           | яну.                                             | фев.                                             | март                                             | апр.                                             | май                                              | юни                                              | юли                                              | авг.                                             | сеп.                                             | окт.                                             | ное.                                             | дек.                                             | Годишно                                          |
| Абсолютни максимални температури (°C)            | 16,5                                             | 22,10                                            | 28,8                                             | 31                                               | 35,9                                             | 38,0                                             | 39                                               | 41,6                                             | 39,9                                             | 32,5                                             | 23,8                                             | 20,3                                             | 41,6                                             |
| Средни максимални температури (°C)               | 4,7                                              | 7,9                                              | 12,4                                             | 18,4                                             | 23,2                                             | 26,9                                             | 30,2                                             | 30                                               | 26,2                                             | 19,4                                             | 12,8                                             | 7                                                | 18,3                                             |
| Средни температури (°C)                          | 0,5                                              | 3                                                | 6,7                                              | 12,3                                             | 16,8                                             | 20,3                                             | 23                                               | 22,8                                             | 19                                               | 13,3                                             | 7,7                                              | 2,9                                              | 12,4                                             |
| Средни минимални температури (°C)                | −3,5                                             | −1,8                                             | 1,0                                              | 5                                                | 10,0                                             | 13,4                                             | 15,3                                             | 15,1                                             | 11,8                                             | 7,4                                              | 3,8                                              | −0,8                                             | 6,4                                              |
| Абсолютни минимални температури (°C)             | −25,2                                            | −19,4                                            | −14,7                                            | −3,6                                             | −0,4                                             | 5                                                | 6,5                                              | 5,2                                              | 0                                                | −3,4                                             | −11,6                                            | −20,5                                            | −25,2                                            |
| Средни месечни валежи (mm)                       | 42                                               | 37                                               | 36                                               | 50                                               | 58                                               | 67                                               | 42                                               | 31                                               | 35                                               | 50                                               | 63                                               | 49                                               | 560                                              |
| ------------------------------------------------ | ------------------------------------------------ | ------------------------------------------------ | ------------------------------------------------ | ------------------------------------------------ | ------------------------------------------------ | ------------------------------------------------ | ------------------------------------------------ | ------------------------------------------------ | ------------------------------------------------ | ------------------------------------------------ | ------------------------------------------------ | ------------------------------------------------ | ------------------------------------------------ |
| Източник: Stringmeteo.com                        |                                                  |                                                  |                                                  |                                                  |                                                  |                                                  |                                                  |                                                  |                                                  |                                                  |                                                  |                                                  |                                                  |

## История

### Античност
Благоевград е селище с богата история. Благоприятните условия, създаден от топлите минерални извори, спомагат за възникването около 300 г. пр.н.е. на тракийското селище Скаптопара (Σκαπτοπάρα) на мястото на днешния квартал Грамада. През 238 година жителите на Скаптопара, наричани и гресити (Γρεσειται), изпращат прошение до римския император Гордиан III, от което става ясно, че на две мили от селището няколко пъти в годината се провеждали многолюдни панаири, като най-посещаван бил панаирът от 1 до 15 октомври, на който продажбите били освободени от данъци.
В днешния квартал „Струмско“ са открити останки от късноантична църква.
С идването на славяните животът в Скаптопара замира, а за следващите векове липсват данни.

### В Османската империя
След османското завоевание на полуострова, от XV век на мястото на Скаптопара отново има град с многочислено население, който многократно сменя името си – Джума Базари, Джума, Баня, Орта Джума, Джумая, Горна Джумая, Дупнишка Джумая, Юкаръ Джума (на турски: Yukarı Cuma). Джумая е турска дума, означаваща „петък“, тоест пазарния ден.
В средата на XVII век оттук минава османският пътешественик Евлия Челеби, който пише, че градчето Орта джумаа има 200 покрити с керемиди къщи, голяма джамия с много богомолци и 80 дюкяна и много минерални извори. 
По време на Възраждането от източната страна на Бистрица се застроява Вароша – българската махала на града. През 30-те години на XIX век оттук минава френският геолог Ами Буе, който описва Джумая като град с 3000 до 4000 жители, в който живее наследствен войвода. Джамиите доказват, че има доста турци и помаци, наред с българите. Улиците са настлани и твърде неправилни. Според французина българите наричат града Шума (от „шума“ – гора). 
През XIX век от Джумая най-редовно идват поклонници в Рилския манастир. През 1836 година джумалии даряват 864 гроша милостиня, през 1837 година – 3859 гроша, а през 1840 година – 813 гроша. Жители на Джумая правят и лични дарения на обителта. В селището манастирът има „кутия за помощи“, както и дюкяни, хан, ниви и ливади.
В 1844 година, след издействането на султански ферман, във Вароша е осветена църквата „Въведение Богородично“, достроена и изографисана в следващите 50 години. В 1845 година руският славист Виктор Григорович на път от Мелник за Рилския манастир, посещава града и пише в „Очерк путешествия по Европейской Турции“:
| „ | ...след като оставих село Семитлия, влязох в долина, украсена от градчето Джумая на река Струма. Нощта прекарах у гостоприемните му жители. Джумая има една църква „Въведение на Пресвета Богородица“ и неголямо българско училище. | “ |

Във Вароша се намира и къщата на революционера Георги Измирлиев. През 1866 година е основано и читалището на града.
В 1891 година Георги Стрезов пише за града:
| „ | Центърът Горна Джумая (Джума-баля), е спретно градче с не повече от 1200 къщи. През бурните години от 1877 – 1879 по-голямата част от населението в града, както и в околията, се изселило; градът се ограбил, опустошил. По-голямата част от къщите са нови; а жителите са преселници от разни страни. Най-много нахлули цинцари и гърци от Мелник и Сяр, които са прибрали речи цялата търговия. Градът като пограничен, расте и успява от ден на ден. Жалко е само, че всичката работа бяга в чужди ръце, а българщината отслабва. Преди време тоя град бил един от най-разбудените; сега страшно е, да не се отвори и в тоя чисто български град гръцко училище. В Джумая има две бани с минерални води: една в чаршията, друга по-навън. В подирната има и един камък с надпис. В черковния двор има камък с гръцки надпис, пренесен от Струмски чифлик. 1 училище. Една църква, българска. | “ |

Към 1900 година според известната статистика на Васил Кънчов населението на Горна Джумая (Йокари Джумая) брои 6440 души, от които 1250 българи-християни, 4500 турци, 60 гърци, 250 власи, 180 евреи и 200 цигани.

След Солунските атентати в 1903 година започват преследвания и в града и околните места. Екзарх Йосиф I в писмо до българския външен министър пише за тях: 
| „ | В г. Горна Джумая първенците са в затвора, а селата в казата са опустошени и разсипани. Оцелялото население се преследва жестоко. Маса селяни се хващат и арестуват. Отчаянието и мизерията на населението е стигнало сетния си предел. Арестите и преследванията продължават с най-големи жестокости. На 2-й май посред нощ оковали във вериги трима учители и 5-има граждани. Окованите закарали в г. Сяр, и хвърлили в тъмница. На 5-й май по същия начин били откарани и затворени в г. Сяр и всички първенци от града и казата, затворени по-рано в г. Джумая. Само от г. Джумая са изпратени наедин път в Сяр повече от 60 граждани. Числото на изпратените първенци от селата е много по-голямо“. | “ |

Към 1912 година в града съществува Българско гимнастическо дружество „Пирински юнак“ с председател Н. Георгиев, секретар Дим. Христов и касиер К. Иванчов. Дружеството определя Търпе Блажев за свой делегат на Учредителния конгрес на отоманските дружества през август 1912 година в Солун.
При избухването на Балканската война през 1912 година шестдесет и четири души от града са доброволци в Македоно-одринското опълчение.

### В България
На 5 (18) октомври 1912 година Горна Джумая е освободена от Българската армия. С биене на църковните камбани цялото българско население се стича да посрещне българска войска на входа на града. Градът е официално присъединен към България с Букурещкия договор от 10 август 1913 година, след което става център на Горноджумайска околия в новосъздадения Струмишки окръг.
След Междусъюзническата война в 1913 година турското население в голяма степен се изселва и в града се заселват многочислени маси българи-бежанци, идващи от Егейска и Вардарска Македония. Според Димитър Гаджанов в 1916 година Горна Джумая брои около 7000 души, от които едва 30 турски семейства, 100 семейства заможни власи и малко евреи и цигани.
Постепенно започва благоустройството и хигиенизирането на града. През 1920 година тук се премества Солунската гимназия, днес Национална хуманитарна гимназия „Св. св. Кирил и Методий“. Откриват се първоначално две основни училища – Прогимназия и Земеделска гимназия. Построява се и Археологически музей.
През 1919 година излиза първият вестник в Горна Джумая „Македонска сълза“. През лятото на 1923 година, в горния край на днешната градска градина, братя Рожен прожектират първия филм. След 1925 година започва по-щателното благоустрояването на центъра. През 1926 година е положен първият камък на днешната читалищна сграда и тогава се оформя площад „Македония“ и прилежащите му улички. До 1929 година Горна Джумая няма електрически ток. На определени места вечер светели газени фенери. Същото било в домовете, кафетата, кръчмите и гостоприемниците. През есента на 1929 година става тържественото пускане на тока, отпразнувано с всенародна радост и веселие на площада. Частните домове обаче се електрифицират едва в последвалото десетилетие.
На мястото на днешното „Златно пиле“ се е помещавал хотел „София“. През 20-те години на XX век хотел „Лондон“ се намирал срещу днешния „Космос“, съществувал е и хотел „Пирин“ на същата улица. Първите автомобили в града се появяват през 1928 година, като са само на по-големите търговци и фирми. През февруари 1933 година в Горна Джумая се организира Първият велик македонски събор на българската бежанска общност от Македония. По повод 30-годишнината от Илинденско-Преображенското въстание е построен Паметникът на незнайния македонски четник, който обаче е разрушен след Деветосептемврийския преврат от 1944 година.
Едва през 1934 година се прекарва водопровод, като дотогава водата се добивала от кладенци. Първоначално изникват чешми по главните улици, а по-късно и по домовете. През 1937 година се открива жп гарата, свързваща Горна Джумая с Дупница, отпразнувано отново с всеобщо веселие. През 1944 година градът става център на новосъздадената Горноджумайска област.
Кметството по онова време се помещавало в сградата на днешното кафе „Raffy“, а площадът – в стария турски конак. На 9 май 1950 година град Горна Джумая е прекръстен на Благоевград в чест на политическия деец Димитър Благоев. През 1954 година към него е присъединено село Грамада, а през 1973 година и село Струмско. В 1955 е построен паметник на Гоце Делчев, висок 8 метра. За удивително кратко време, известно като строителна епоха за дипломатическия корпус, в края на 80-те години на 20 век Благоевград буквално осъмва с нов център и преобразени общински сгради. Сменя се канализацията; построяват се Партийният дом (днес Американския университет), кметството, поликлиниката; оформя се площад „Георги Измирлиев“ и се пускат фонтаните.
През 2016 година в Благоевград е открит завод на производителя на тапицерии за автомобили „АЛС България“, който скоро става един от големите работодатели в града, но в началото на 2019 година предприятието обявява фалит и прехвърля производството си в Мароко.

## Население
- 1900 г. – 6440 жители.

Численост на населението според преброяванията през годините:
| \| Година на преброяване \| Численост \| \| --------------------- \| --------- \| \| 1934 \| 11 145 \| \| 1946 \| 16 007 \| \| 1956 \| 22 826 \| \| 1965 \| 34 177 \| \| 1975 \| 50 023 \| \| 1985 \| 65 065 \| \| 1992 \| 71 476 \| \| 2001 \| 71 144 \| \| 2011 \| 70 881 \| \| 2021 \| 62 534 \| |           |
| Година на преброяване | Численост |
| 1934 | 11 145    |
| 1946 | 16 007    |
| 1956 | 22 826    |
| 1965 | 34 177    |
| 1975 | 50 023    |
| 1985 | 65 065    |
| 1992 | 71 476    |
| 2001 | 71 144    |
| 2011 | 70 881    |
| 2021 | 62 534    |

### Етнически състав
Преброяване на населението през 2011 г.
Численост и дял на етническите групи според преброяването на населението през 2011 г.:
|                     | Численост | Дял (в %) |
| Общо                | 70 881    | 100       |
| Българи             | 62 674    | 88,42     |
| Турци               | 123       | 0,17      |
| Цигани              | 1813      | 2,55      |
| Други               | 684       | 0,96      |
| Не се самоопределят | 271       | 0,38      |
| Неотговорили        | 5316      | 7,49      |

### Религия
Източноправославното население на града в 19 – 20 век традиционно е част от Неврокопската епархия (от 1894 година част от Българската екзархия). След разделянето на епархията между България и Гърция в 1913 година, от 1921 до 1928 година Горна Джумая е неин център. От 1928 до 1941 и от 1945 до 1951 година седалището на епархията е временно в Неврокоп, а от 1951 окончателно е преместено в Благоевград. Начело на епархията от 1994 до 2013 година е митрополит Натанаил. Към Неврокопската митрополия фукционира православен информационен център. Православните храмове в града са:
- „Въведение Богородично“, катедрална църква в квартал Вароша;
- „Свети Архангел Михаил“ в квартал Еленово;
- „Свети Николай“ в квартал Грамада;
- „Свети Димитър“ в квартал Струмско.

В града има районно мюфтийство на Ислямското вероизповедание в България, тъй като в област Благоевград има почти 40 000 мюсюлмани-сунити, но в самия град има незначителен брой мюсюлмани. Районен мюфтия от 2011 година е Айдън Несиб Мохамед. В града има джамия, като храмът е недействащ според Националния публичен регистър на храмовете в България и действащ според Главното мюфтийство. През октомври 2009 година храмът пострадва от пожар.
В града съществува и конгрешанска църковна общност, част от Съюза на евангелските съборни църкви.

## Политика

### Побратимени градове
Благоевград е побратимен град или има сътрудничество с:
- Батуми, Грузия
- Жилина, Словакия
- Лече, Италия (2014)
- Нагасаки, Япония
- Оубърн, Алабама, САЩ[32]
- Секешфехервар, Унгария
- Скопие, Северна Македония
- Солун, Гърция от 2003 г.
- Сяр, Гърция
- Царево село, Северна Македония

## Икономика и инфрастуктура
Икономиката на Благоевград е относително разнообразна и добре балансирана, с липса на ярко доминиращи индустриални отрасли. Най-голям принос в произведения обем продукция и брой работни места е сектор промишленост, следван от търговия и транспорт.

### Характеристика
Заради големия брой студенти (отчасти дължащ се на Американския университет в града), кръстопътното си географско положение, природата и редица социални фактори, градът има сравнително добре развиваща се икономика. Открити са много магазини за дрехи, кафенета и ресторанти. Голям брой неквалифицирана работна сила е наета в строителните компании и шивашки цехове.
В града има 6 хипермаркета: „Метро“, „Технополис“, „Техномаркет Европа“, „Мосю Бриколаж“, „Кауфланд“, „Лидл“ и „Билла“. През 2007 г. отвори първият мол – МОЛ Благоевград.
От 2015 година в града функционира и най-големият мол в Югозападна България – „Ларго“.
Преди 1990 г. функционират заводи за продукция на електронни уреди като „ЗМКЕТ“, „Завод за високоговорители“ и „ЗИИУ“. Заводът на „Благоевград-БТ“ е бил едно от най-нежеланите места за работа поради нездравословните условия на труд. С началото на приватизационните преговори заплащането там се подобрява и служителите получават заплати над средните за града в продължение на няколко години. През последните години завода за волани, цигарената фабрика, както и други предприятия затвориха или се преместиха в други градове.
Благоевград има реални възможности да се разраства в посока към кварталите „Еленово“ и „Струмско“ и най-вероятно ще „погълне“ близките села в най-скоро време. Преди няколко години бе направен основен ремонт на градската градина и също така беше построен нов мост. Вече е готово и новото здание, което превърна сергийния пазар в съвременен търговски център.

### Транспорт
Градът е разположен на паневропейския транспортен коридор 4, на европейски път E79 и на републиканския път I-1. Благоевград е отдалечен е на 31 km път от Северна Македония, 83 km от Гърция, 88 km от Сърбия. Разстоянието до София е 96 km, до Пловдив – 193 km, до северномакедонската столица Скопие – 183 km и до гръцкия пристанищен град Солун – 199 km. Благоевград е разпределителен пункт на туристическия поток за близките планини с техните центрове – Банско, Сандански и Добринище.
Автомагистрала „Струма“ свързва Благоевград със столицата и републиканската магистрална мрежа. Отсечката от Дупница до Благоевград започва да се строи през 2013 година и е открита на 22 октомври 2015 година. В процес на изграждане е отсечката в посока Гърция, като се очаква през месец октомври да се пусне новоизграденият път до Симитли през тунел „Железница“ – най-дългия автомобилен тунел в България.

### Медии
В Благоевград е разположен един от четирите регионални центрове на БНТ – РТВЦ Благоевград, излъчващ собствена продукция от 1975 г. и неговия Канал Пирин, разпространяван ефирно на територията на цяла Югозападна България. Тук е централата и на регионален канал ОКО, който се разпространява по кабел в населените места на Благоевградска област. Има 2 кабелни телевизии Телеком груп и Пирин ТВ.
От радиата с регионално значение се откроява Радио Благоевград, поделение на БНР, което вече 35 години звучи в ефира от София до Кулата, Източна Северна Македония и Северна Гърция. Със собствена местна програма са и частните радиомрежи Фокус Пирин и Дарик Благоевград. Благоевградското студентско радио Аура, регионалните Ултра и Вега Плюс, както и множество радиа с национално покритие допълват ефира на Благоевград.
Два са ежедневниците които се издават в Благоевград – „Струма“ и „Вяра“, разпространяват се в цяла Югозападна България. Освен това излизат „Пирин Труд“ и „Местен 24 часа“, които също се разпространяват в града и региона.

### Здравеопазване
Към 2025 година в града има пет болнични заведения – две многопрофилни болници (държавната Многопрофилна болница за активно лечение – Благоевград и частната Многопрофилна болница за
активно лечение „Пулс“), две специализирани болници (общинските Специализирана болница за активно лечение по онкология „Свети Мина“ и Специализирана болница за активно лечение на пневмо-фтизиатрични заболявания – Благоевград) и общинският Център за психично здраве – Благоевград.

### Образование и наука
Към 2025 година в Благоевград са разположени три висши училища. Най-голямото сред тях е държавният Югозападен университет „Неофит Рилски“ с над 10 хиляди студенти и докторанти, основан през 1983 година като Висш педагогически институт. Частният Американски университет в България има около 1200 студенти и е основан през 1991 година с финансиране от организации от Съединените американски щати. Частният Колеж по туризъм е основан през 2003 година и има капацитет от 450 студенти.
Училища в Благоевград
- Второ основно училище „Димитър Благоев“
- Трето основно училище „Димитър Талев“
- Четвърто основно училище „Димчо Дебелянов“
- Пето средно училище „Георги Измирлиев“
- Шесто средно училище „Иван Вазов“
- Седмо средно училище „Кузман Шапкарев“
- Осмо средно училище „Арсени Костенцев“
- Девето основно училище „Пейо Яворов“
- Десето основно училище „Антон Попстоилов“
- Единадесето основно училище „Христо Ботев“
- Средно училище с изучаване на чужди езици „Свети Климент Охридски“
- Природо-математическа гимназия „Академик Сергей Павлович Корольов“
- Езикова гимназия „Академик Людмил Стоянов“
- Национална хуманитарна гимназия „Св. св. Кирил и Методий“
- Професионална гимназия по икономика „Иван Илиев“
- Професионална гимназия по строителство, архитектура и геодезия „Васил Левски“
- Професионална гимназия по текстил и облекло
- Професионална гимназия по електротехника и електроника „Никола Вапцаров“
- Професионална техническа гимназия „Ичко Бойчев“
- Частна професионална гимназия по предприемачество и нови технологии „Полет“

Други
- Обединен детски комплекс - Благоевград
- Междуучилищен център, Благоевград

## Култура и забавления

### Театри, опера и кино
- Драматичен театър „Н. Й. Вапцаров“ (архитект Витомир Габровски)
- Общински куклен театър
- Учебен театър „УСЕТ“
- Драматичен театър „Проф. Енчо Халачев“ (От 2010 до 8 юни 2015[40] носи името Благоевградски младежки театър) – частен театър, Бранимир Митов-Брано)
- Камерна опера Благоевград
- Кино „Синемакс“ – Киното разполага с една зала с 234 места, очаква се откриване на още две зали. Първото кино в страната оборудвало се с дигитална машина Sony Cinealta 4K.[41]

### Музеи и галерии
- Благоевградски областен исторически музей
- Къща музей „Георги Измирлиев“

### Ансамбълът за народни песни и танци „Пирин“
Славата на града и България разнася по света и Ансамбълът за народни песни и танци „Пирин“, носител на не една държавни и международни награди.

### Спорт и спортни съоръжения
Спортът е добре развит като цяло, но традиционно силните за града спортове като хандбал и баскетбол са във финансова криза и без представителни отбори в първенствата през последната година; поддържат се само детско-юношеските състави. За сметка на тях във възход са клубовете по бейзбол (Бизоните), таекуон-до (Фолкън) и канадска борба (Армспорт клуб – Благоевград), които от няколко години са без конкуренция в България и с множество отличия на международната сцена. Шахматен клуб (Виктори) и Шахматен клуб (Пирин).

#### Съоръжения
В града има две многофункционални спортни зали, като втората – зала „Скаптопара“ в жк Запад е открита през 2007 година. Тя е с капацитет над 1000 седящи места и отговаря на всички изискванията на международните федерации по хандбал, баскетбол и волейбол, а игралната площ може да се използва и за състезания по художествена гимнастика и бойни изкуства. В града има и три добре поддържани комплекса за тенис, един футболен стадион, шест малки игрища за футбол, открит и закрит плувен басейн с олимпийски размери, писта за картинг и едно от най-добрите игрища за бейзбол на Балканите. През 2008 г. започна изграждането на новия спортен комплекс към ЮЗУ „Неофит Рилски“ за нуждите на студентите.

#### Футбол
Благоевград е футболен град, прословут с детско-юношеската школа на Пирин, дала на българския и световния футбол таланти като Димитър Бербатов и редовно захранваща по-заможните клубове с футболисти. Само липсата на сериозни инвестиции възпрепятства клуб с подобна школа и публика да е сред водещите в първенството.
След обединение между клубовете „Тича“ и „Левски“ през 1934 г. в Горна Джумая се ражда Спортен клуб Ботев. През 1937 г. СК Ботев (Горна Джумая) става областен първенец след победа над Македонска Слава с 2 – 1, а на 17 юни 1945 г. е преименуван на физкултурно дружество Македония. Три години по-късно той се присъединява към новоучреденото ФД Юлий Дерменджиев.
През 1970 г. Ботев Благоевград приема името ДФС Пирин. Най-успешен сезон за отбора в А група е през 1985 – 5-о място. „Орлетата“ са три пъти финалисти за Националната купа – 1981, 1992 и 1994 г., но голямото отличие още липсва. През сезон 2004/05 Пирин успява да си извоюва позиция в А група, но с началото на новия сезон бива изхвърлен във В група заради задължения към НОИ.
В годините между 2006 – 2008 година в Благоевград се оформят няколко клуба с наименование „Пирин“, като новосформираният ПФК „Пирин Благоевград“, който използва лиценза на разформирования ПФК „Пирин 1922“ и е мажоритарно ръководен от Николай Галчев, се състезава в Б а после и в А група. Отборът изхвърлен във В група също продължава съществуванието си в продължение на две години, подкрепен от група благоевградски бизнесмени – Г15, като успява да влезе в Б група.
В края на 2008 всички отбори, носещи името Пирин се обединяват, като обединеният отбор участва в А група, а с квотата за Западната Б група до края на сезона участва тимът на Пирин Банско, който домакинства на стадиона в Банско. Обединеният тим на Пирин е наследник на автентичния Пирин, който има над 20 сезона в елита на България. Клубът няма мажоритарен собственик, а е собственост на 17 бизнесмена. Няколко месеца след обединението клубът постига и първия си успех – класиране на финал за Купата на България. По пътя към финала Пирин елиминира грандовете ЦСКА и Левски.

## Забележителности
Особен интерес за посетителите на града представлява възрожденският квартал Вароша със своята уникална архитектура. На 200 m западно от него започва природният парк „Бачиново“, по поречието на река Бистрица. По дължината на 2,5-километровата алея са разположени заведения, детски площадки, „Аквапарк Благоевград“ и закрит басейн. В края на алеята се намира изкуствено езеро с дълбочина между 2 и 4 метра, което се пълни с вода от река Бистрица и в което плават водни колела направени под формата на лебеди. На 30 км от града е ски курортът Картала в близост до местността Бодрост.
Традиционно на 5 октомври на площад „Македония“ се провежда заря проверка за загиналите над 30 000 български воини в Балканската война.
Благоевградската часовникова кула е известна забележителност и един от символите на града.

### Паркове
- Парк „Бачиново“
- Парк „Ловен дом“
- Парк „Скаптопара“
- Градска градина
- Зоопарк Благоевград
- Заева поляна
- Парк „Волга“